# Dioctria bithynica
Dioctria bithynica là một loài ruồi trong họ Asilidae. Dioctria bithynica được Janssens miêu tả năm 1968. Loài này phân bố ở vùng Cổ Bắc giới và châu Á.